# Thomas Scimeca
Thomas Scimeca (Val-d'Oise, ...) è un attore e regista teatrale francese.

## Biografia
Nato nella regione parigina, Scimeca trascorre l'infanzia e l'adolescenza a Marsiglia, dove rimane fino all'età di 18 anni. Studia al Conservatoire National Supérieur d'Art Dramatique di Parigi, diplomandosi nel 2000.

## Filmografia

### Cinema
- Fidelio, l'odyssée d'Alice, regia di Lucie Borleteau (2014)
- Je suis un soldat, regia di Laurent Larivière (2015)
- Apnée, regia di Jean-Christophe Meurisse (2016)
- Le Voyage au Groenland, regia di Sébastien Betbeder (2016)
- Larguées, regia di Éloïse Lang (2018)
- L'ultima ora (L'Heure de la sortie), regia di Sébastien Marnier (2018)
- Les Petits Flocons, regia di Joséphine de Meaux (2019)
- Bêtes blondes, regia di Maxime Matray e Alexia Walther (2019)
- Notre dame, regia di Valérie Donzelli (2019)
- La belle époque, regia di Nicolas Bedos (2019)
- Éléonore, regia di Amro Hamzawi (2020)
- C'est la vie, regia di Julien Rambaldi (2020)
- Azuro, regia di Matthieu Rozé (2021)
- Tout fout le camp, regia di Sébastien Betbeder (2022)
- Hawaii, regia di Mélissa Drigeard (2023)
- Sous le tapis, regia di Camille Japy (2023)

### Televisione
- Les Grands, regia di Vianney Lebasque - serie TV (2016)
- Fiertés, regia di Philippe Faucon - miniserie TV (2018)
- Le Monde de demain, regia di Katell Quillévéré e Hélier Cisterne - miniserie TV (2022)
- Le Flambeau: Les Aventuriers de Chupacabra, regia di Jonathan Cohen e Jérémie Galan - serie TV (2022)
- Icon of French Cinema, regia di Judith Godrèche - serie TV (2023)

## Riconoscimenti
- Premio César per la migliore promessa maschile 2017 per Apnée[1]
- Premio César per la migliore promessa maschile 2020 per Bêtes blondes[1]